# Турнирная система с выбыванием после двух поражений
Турнирная система с выбыванием после двух поражений (англ. Double Elimination), жарг. «минуска», «двушка», «система с двойным утешением») — система проведения турниров, в которой участник выбывает из турнира после двух поражений. В этом и есть отличие от простой олимпийской системы, в которой к вылету приводит единственное поражение.

## Порядок проведения

### Начальные условия
Число участников турнира должно быть степенью двойки (8, 16, 32, 64, 128 и так далее). Если число участников отличается от правильного, можно применять эту схему турнира с добавлением фиктивных («пустых») участников, до ближайшего правильного количества. Участник, которому выпадает игра с «пустым», получает в этом туре техническую победу. Практически применение данной схемы удобно при числе участников, равном в точности 8, 16, либо превышающем 20. При менее чем 8 участниках лучше играть турнир по круговой системе (число партий будет приемлемым), а при 9-15 или 17-19 игроках лучше использовать швейцарскую систему.
Турнир разделён на две сетки — верхнюю и нижнюю (сетку победителей и сетку проигравших). Все участники начинают турнир в верхней сетке. Участники разбиваются на пары, которые проводят в первом туре игры между собой. Порядок отбора пар может быть либо случайным (по жребию), либо по рейтингам (в этом случае обычно пары составляются по принципу «сильный против слабого», чтобы слабейшие участники отсеялись в первых турах, а сильнейшие играли между собой в конце турнира). При наличии «пустых» участников и отборе по рейтингам технические победы присуждаются наиболее сильным участникам.

### Игры в верхней и нижней сетке
1. Победители первого тура выходят во второй тур верхней сетки. Проигравшие переходят в нижнюю сетку.
2. В нижней сетке турнир начинается со второго тура. Отбор пар второго и следующих туров может быть построен либо «по жёсткой сетке» (сетки турнира формируются заранее и однозначно задают формирование пар), либо отбором по игровым результатам в данном турнире (очкам, баллам, разнице забитых и пропущенных и так далее), либо снова по жребию, с обязательным ограничением: никто не должен играть с одним и тем же соперником дважды.
3. Начиная со второго тура, игра проводится одновременно в обеих сетках:
  - Выигравший в верхней сетке переходит в следующий тур в ней же.
  - Проигравший в верхней сетке переходит в следующий тур в нижней сетке.
  - Выигравший в нижней сетке переходит в следующий тур в ней же.
  - Проигравший в нижней сетке выбывает из турнира.
4. Игры в обеих сетках проводятся, в зависимости от регламента, до «правила 1-2» (когда в верхней сетке остаётся один участник, в нижней — два или более) или до «правила 2-2» (в верхней сетке — два игрока, в нижней — два или более). («правила» разработаны для лучшего запоминания судьями).
  - «Правило 1-2». Победитель верхней сетки выходит в финал. В нижней сетке игроки играют на выбывание, победитель нижней сетки выходит в финал, проигравший последнюю партию в нижней сетке получает 3 место.
  - «Правило 2-2». В нижней сетке играют на выбывание до 2 игроков. Затем пары в верхней и нижней сетке играют между собой. Победитель верхней сетки выходит в финал. Проигравший в нижней сетке получает 4 место. После этого проигравший в верхней сетке играет с победителем из нижней. Проигравший этот матч занимает третье место, выигравший — выходит в финал.
  - Правило равенства — дополнительное, применяется при необходимости. В некоторых турах игры проводятся только в нижней сетке, до тех пор, пока число участников в ней не станет равно числу участников в верхней сетке (4-4, 8-8, 16-16…). Затем игры в обеих сетках продолжаются до правила «1-2» или «2-2». Используется при большом числе участников, чтобы избежать присуждения технических побед.

### Игры в верхней и нижней сетках (вариант)
Существует ещё один вариант регламента. В нём первые три правила в точности соответствуют ранее приведённым, но организация игр во второй сетке принципиально отличается. На каждый тур в верхней сетке в нижней проводится два:
- Первый (из пары) тур нижней сетки проводится одновременно с туром верхней: играют между собой игроки, оставшиеся в сетке после предыдущего тура. Проигравшие в нижней сетке выбывают из турнира. Проигравшие в верхней сетке переходят в нижнюю. В результате в верхней сетке становится вдвое меньше игроков, а в нижней их число остаётся прежним (половина выбыла, половина перешла из верхней сетки).
- Составляются пары из тех, кто победил в предыдущем туре нижней сетки и тех, кто перешёл из верхней. Между ними проводится ещё один тур на выбывание. Верхняя сетка в это время не играет. В результате в нижней сетке остаётся столько же игроков, сколько в верхней.

По завершении каждого тура верхней сетки и соответствующей пары туров нижней в обеих сетках оказывается равное число игроков. После финальных туров в обеих сетках оказывается по одному игроку, они и играют между собой суперфинал. Преимущество данной системы в том, что она работает одинаково при любом количестве участников, недостаток — больша́я разница в числе партий, которые должен сыграть участник для достижения финала по нижней и верхней сетке.

### Суперфинал
Между победителями обеих сеток проводится финальный тур, который может также называться «суперфиналом» (тогда последние матчи в каждой из сеток называются «финалами»). Есть два варианта суперфинала.
1. Игра с гандикапом (full double elimination). Финальный тур проводится до 3 побед, его цель — добиться, чтобы у одного из финалистов число поражений в турнире достигло трёх, у победителя верхней сетки +1 победа.
  - Если победитель верхней сетки выигрывает две игры, то он получает первое место, а его соперник — второе.
  - Победителю нижней сетки нужно выиграть 3 игры, а победителю верхней сетки нужно победить 2 игры.
2. Игра без гандикапа — обычный матч (серия из нескольких матчей), победитель серии становится победителем турнира. Применяется, например, на The International. Может применяться правило, которое при ничейном исходе встречи присваивает победу участнику из верхней сетки.

## Примеры
Вот как выглядит распределение числа участников по сеткам для некоторых вариантов числа участников (при использовании первого варианта регламента).
| Число участников | 1 тур | 2 тур | 3 тур      | 4 тур | 5 тур    | 6 тур | 7 тур    | 8 тур  | 9 тур | 10 тур | 11 тур |
| ---------------- | ----- | ----- | ---------- | ----- | -------- | ----- | -------- | ------ | ----- | ------ | ------ |
| 16               | 16-0  | 8-8   | 4-8        | 2-6   | 1-4(*)   | 1-2   |          |        |       |        |        |
| 32               | 32-0  | 16-16 | 8-16       | 4-12  | 2-8(*)   | 2-4   | 2-2      |        |       |        |        |
| 64               | 64-0  | 32-32 | 16-32      | 8-24  | 4-16(**) | 4-8   | 4-4      | 2-4(*) | 2-2   |        |        |
| 128              | 128-0 | 64-64 | 32-64(***) | 32-32 | 16-32    | 8-24  | 4-16(**) | 4-8    | 4-4   | 2-4(*) | 2-2    |

- (*) — достигнуто правило 1-2 или 2-2, эта и последующие игры, до финальных, проводятся только в нижней сетке.
- (**) — после этого тура, если следовать общему правилу, в нижней сетке через тур придётся присваивать технические победы. Поэтому здесь по правилу равенства проводится два тура только в нижней сетке — до положения 4-4.
- (***) — по правилу равенства следующим проводится один тур только в нижней сетке; после него оставшаяся часть турнира повторяет турнир для 64 игроков.

## Особенности
В турнире до двух поражений играется 2n−1 или 2n−2 партии, в зависимости от результатов суперфинала. Это минимум вдвое больше, чем в олимпийской системе, а число туров — минимум на один больше. По скорости проведения этот турнир существенно превосходит круговой и мало отстаёт от плей-офф. По объективности распределения призовых мест турнир double elimination лучше плей-офф: если в турнире с выбыванием участник, объективно второй по силе, может не попасть в число призёров, если встретится с сильнейшим в первых турах, то здесь в подобной ситуации он попадёт во вторую сетку и, пройдя её до финала, сможет занять второе-третье место и даже побороться за победу.
Можно заметить, что для достижения суперфинала по нижней сетке необходимо сыграть больше партий, чем в верхней (как показано в примерах выше, для турнира в 16 участников финалист нижней сетки должен сыграть на одну игру больше, при 32 участниках — уже на две, при 64 — на три, при 128 — на четыре). Однако в верхней сетке играют те, кто никому не проигрывал, и можно считать, что более высокий уровень соперников компенсирует разницу в числе партий. От этого недостатка можно избавиться только переходом на очковые системы, существует теорема.

Чемпион в системе «до {\displaystyle l} поражений» выиграет ровно {\displaystyle w} игр независимо от расклада в одном из трёх случаев:
- плей-офф с {\displaystyle 2^{n}} участниками;
- только 2 участника;
- особым образом устроенный турнир до 2 поражений с 16 участниками (ровно 6 побед).

Мэттью Фойерс, 2004 год

### Преимущества
- Некоторые системы проведения автоматически устанавливают бронзового призёра, не нужен матч за третье место.
- Снижается вероятность того, что сильный игрок по какой-то случайности преждевременно вылетит из турнира.
- Каждый, даже самый слабый аутсайдер, прежде чем покинуть чемпионат, сыграет два матча, и 3⁄4 всех участников — три матча. В олимпийской системе может стать разочарованием то, что участнику пришлось далеко ехать и платить за перевозку инвентаря, а в результате он сыграл лишь единожды — а таких половина!
- Получить хорошее место через намеренный проигрыш если и можно, то непросто — например, экономией сил на сопернике, который заведомо сильнее. Различные методы устройства турниров борются с такими раскладами (скажем, всего один бой в первых турах).
- Крайне мало матчей между командами разной силы; финалы будут между двумя сильными участниками, а не между мало кому известными аутсайдерами.

### Недостатки
- Особые требования к количеству участников (в идеале — степень двойки). При использовании компьютерных систем проведения соревнований проблем с числом участников обычно не возникает. Однако небольшое превышение, особенно 2n+1, создаёт сильную неопределённость.
- Два спортсмена могут дважды встретиться друг с другом.
- Большинство матчей проводится между аутсайдерами и середнячками и интересны лишь для узкой группы болельщиков.
- Сложно обеспечить перевозку участников от одной спортивной арены к другой. В олимпийской системе, например, четыре стадиона принимают разные ветки турнира вплоть до четвертьфиналов, а затем всех свозят на один стадион, где играют полуфиналы и финал.
- В режиме без гандикапа (либо правила в финале «ничья означает победу второго участника») возможны один или два финальных матча, поэтому, если матч долог, будут проблемы с предварительной продажей билетов на финал, прав трансляции.
- Каждый матч должен закончиться победой или поражением. Если, как в футболе, часты ничьи, приходится подключать механизмы разрешения ничьих. Впрочем, проигрыш не столь фатален, как в олимпийской системе. Если ничья — основной исход матча между равными, как в шахматах, эффективнее швейцарская система.

### Требовательность по ресурсам
- По сравнению со швейцарской системой не обязательно использование площадок, компьютеров и т. п., равное половине числа участников. Практика показала, что если все участники не могут играть одновременно, первые два дня лучше проводить отборочные туры, за счёт посева участников также возможно назначить более удобное для них время. С третьего дня 75 % участников играли непрерывно (а 25 % вылетели).
- В российском киберспорте данная система популярная за счёт использования функций сортировки по случайному числу RND в Microsoft Excel. Однако на требование недопустимости повторной игры до финала (в сетке участников с одним поражением) часто не обращали внимание
- Если затягивается 1-2 матча, то жеребьёвку уже можно проводить, при этом участникам затянувшегося матча и их противникам предоставляется перерыв. Есть вероятность что следующие матчи закончатся ранее, и задержка нивелируется (или окончится игровой день). Спешка также связана с тем что для компьютерного спорта площадка арендуется на часы, а средств не предусмотрено[3]. В вечерних турнирах существенных призов не было, при этом отсутствие перерыва являлось меньшим злом чем срыв графика участников турнира.

## Применение
Система до двух поражений применяется в тех видах спорта, где легко провести вдвое больше матчей, чем в олимпийской системе: либо за счёт короткого матча, либо за счёт большого количества параллельно работающих арен. Система получила широкое распространение в следующих видах состязаний:
- автомобильный спорт и мотоспорт,
- дартс,
- дзюдо,
- киберспорт,
- настольный теннис,
- пляжный волейбол,
- русский бильярд.

Наблюдается интерес к ней и в других индивидуальных видах спорта.
При большом числе участников составлять соревновательную сетку вручную довольно сложно, приходится обращаться к компьютерным системам проведения соревнований.